# Ronde van Italië 2012/Achttiende etappe
De achttiende etappe van de Ronde van Italië 2012 werd verreden op 24 mei van San Vito di Cadore naar Vedelago. Het was een vlakke rit over een afstand van 139 km.

## Verloop
In de eerste vlucht van de dag liet Stef Clement zich opmerken. Deze vlucht hield echter niet lang stand omdat Mark Cavendish de tussensprint op 65 km wilde winnen, om punten te sprokkelen voor de puntentrui. In een tweede vlucht probeerde Clement het opnieuw met onder anderen Martijn Keizer. Maar ook deze vlucht was gedoemd te mislukken.
De sprintersploegen namen het initiatief en loodsten uiteindelijk Mark Cavendish in een zetel naar de finish. In extremis was het echter de Italiaan Andrea Guardini, die de wereldkampioen zuiver klopte. In het klassement veranderde niets.

## Rituitslag
| San Vito di Cadore - Vedelago (139 km) |                    |                              |          |
| Plaats                                 | Naam               | Ploeg                        | Tijd     |
| Winnaar                                | Andrea Guardini    | Farnese Vini-Selle Italia    | 3u00'52" |
| 2                                      | Mark Cavendish     | Sky ProCycling               | z.t.     |
| 3                                      | Roberto Ferrari    | Androni Giocattoli-Venezuela | z.t.     |
| 4                                      | Robert Hunter      | Team Garmin-Barracuda        | z.t.     |
| 5                                      | Lucas Haedo        | Team Saxo Bank               | z.t.     |
| 6                                      | Giacomo Nizzolo    | RadioShack-Nissan-Trek       | z.t.     |
| 7                                      | Alexander Kristoff | Team Katjoesja               | z.t.     |
| 8                                      | Francesco Chicchi  | Omega Pharma-Quick Step      | z.t.     |
| 9                                      | Geoffrey Soupe     | FDJ-BigMat                   | z.t.     |
| 10                                     | Dennis Vanendert   | Lotto-Belisol                | z.t.     |
|                                        |                    |                              |          |
| 98                                     | Tom Slagter        | Rabobank                     | z.t.     |

## Klassementen
| Algemeen klassement |                    |                       |           |
| Plaats              | Naam               | Ploeg                 | Tijd      |
| Roze trui           | Joaquím Rodríguez  | Team Katjoesja        | 77u47'38" |
| 2                   | Ryder Hesjedal     | Team Garmin-Barracuda | +30"      |
| 3                   | Ivan Basso         | Liquigas-Cannondale   | +1'22"    |
| 4                   | Michele Scarponi   | Lampre-ISD            | +1'38"    |
| 5                   | Rigoberto Urán     | Sky ProCycling        | +2'56"    |
| 6                   | Beñat Intxausti    | Team Movistar         | +3'04"    |
| 7                   | Domenico Pozzovivo | Colnago-CSF Inox      | +3'19"    |
| 8                   | Paolo Tiralongo    | Astana Pro Team       | +4'13"    |
| 9                   | Thomas De Gendt    | Vacansoleil-DCM       | +4'38"    |
| 10                  | Sergio Henao       | Sky ProCycling        | +4'42"    |
|                     |                    |                       |           |
| 33                  | Tom Slagter        | Rabobank              | +33'59"   |

| Puntenklassement |                   |                       |        |
| Plaats           | Naam              | Ploeg                 | Punten |
| Rode trui        | Mark Cavendish    | Sky ProCycling        | 138    |
| 2                | Joaquím Rodríguez | Team Katjoesja        | 109    |
| 3                | Ryder Hesjedal    | Team Garmin-Barracuda | 73     |
|                  |                   |                       |        |
| 8                | Martijn Keizer    | Vacansoleil-DCM       | 48     |
| 20               | Thomas De Gendt   | Vacansoleil-DCM       | 34     |

| Bergklassement |                    |                           |        |
| Plaats         | Naam               | Ploeg                     | Punten |
| Blauwe trui    | Matteo Rabottini   | Farnese Vini–Selle Italia | 65     |
| 2              | Michał Gołaś       | Omega Pharma-Quick Step   | 34     |
| 3              | Andrey Amador      | Team Movistar             | 28     |
|                |                    |                           |        |
| 11             | Kevin Seeldraeyers | Astana Pro Team           | 12     |
| 31             | Martijn Keizer     | Vacansoleil-DCM           | 4      |

| Jongerenklassement |                    |                         |           |
| Plaats             | Naam               | Ploeg                   | Tijd      |
| Witte trui         | Rigoberto Urán     | Sky ProCycling          | 77u50'34" |
| 2                  | Sergio Henao       | Sky ProCycling          | +1'46"    |
| 3                  | Gianluca Brambilla | Colnago-CSF Bardiani    | +3'33"    |
|                    |                    |                         |           |
| 7                  | Tom-Jelte Slagter  | Rabobank                | +31'03"   |
| 18                 | Julien Vermote     | Omega Pharma-Quick Step | +1u51'04" |

| Ploegenklassement |                 |            |
| Plaats            | Ploeg           | Tijd       |
|                   | Team Movistar   | 232u14'01" |
| 2                 | Lampre-ISD      | +12'04     |
| 3                 | Astana Pro Team | +29'28"    |

1e etappe ·
2e etappe ·
3e etappe ·
4e etappe ·
5e etappe ·
6e etappe ·
7e etappe ·
8e etappe ·
9e etappe ·
10e etappe ·
11e etappe ·
12e etappe ·
13e etappe ·
14e etappe ·
15e etappe ·
16e etappe ·
17e etappe ·
18e etappe ·
19e etappe ·
20e etappe ·
21e etappe
Startlijst · Eindstanden · Afbeeldingen